# Gobie abeille
Brachygobius xanthozonus
Espèce
Le Gobie abeille (Brachygobius xanthozonus) ou Poisson bourdon est appelé ainsi à cause de ses rayures noires et jaunes qui rappellent celles des abeilles. Il appartient à la grande famille des gobiidés.

## Description
Le gobie abeille mesure 4,5 cm de long. Son corps se caractérise par une forme fusiforme et des rayures noires et jaunes au nombre de 4 bandes noires et de 3 jaunes.
Comme tous les gobiidés, sa nageoire pelvienne forme un disque en forme de ventouse qui lui permet de se poser sur les divers supports et plantes de son environnement.

## Alimentation
Omnivore. Son régime alimentaire se constitue de petites proies vivantes et de matière organique tombée au fond de l'eau.
Il est difficile de le nourrir en aquarium.

## Répartition
Le gobie abeille se trouve en Thaïlande et au sud du Vietnam.

## Maintenance en aquarium
Il est généralement vendu en tant que poisson d'eau douce, mais il préfère l'eau saumâtre.
| Origine         | Indonésie           | Eau           | eau douce, eau saumâtre |
| Dureté de l'eau | 10-15 °GH           | pH            | entre 7,5 et 8,0        |
| Température     | 24-28 °C            | Volume mini.  | 60 L                    |
| Alimentation    | omnivore            | Taille adulte | 4 cm                    |
| Reproduction    | ovipare             | Zone occupée  | inférieure              |
| Sociabilité     | poisson territorial | Difficulté    | moyenne                 |